# Tannenbaum Wolf
Tennenbaum Wolf (? – Verpelét?, 1853) rabbi.

## Élete
1820-ban foglalta el a szendrői rabbiszéket, ahol 27 éven át működött. 1847-ben verpeléti rabbi lett. Megjelent művei: 
- Rechovosz Hanohór homiletikus magyarázatok;
- Palgé Majim (szónoklatok, 1836);
- Kirjó Neemonó (1844)
- Ajelesz Hasáchar.